# Liste der Kulturdenkmale in Braunsbach
In der Liste der Kulturdenkmale in Braunsbach sind Bau- und Kunstdenkmale der Gemeinde Braunsbach verzeichnet, die im „Verzeichnis der unbeweglichen Bau- und Kunstdenkmale und der zu prüfenden Objekte“ des Landesamts für Denkmalpflege Baden-Württemberg verzeichnet sind. Dieses Verzeichnis ist nicht öffentlich und kann nur bei „berechtigtem Interesse“ eingesehen werden. Die folgende Liste ist daher nicht vollständig.

## Kulturdenkmale der Gemeinde Braunsbach

### Braunsbach (Hauptort)
Bau-, Kunst- und Kulturdenkmale im Hauptort Braunsbach mit dem Dorf Braunsbach und dem Weiler Schaalhof:
| Bild           | Bezeichnung                                       | Lage                                                                 | Datierung                      | Beschreibung                                      | ID |
| -------------- | ------------------------------------------------- | -------------------------------------------------------------------- | ------------------------------ | ------------------------------------------------- | -- |
| Weitere Bilder | Jüdischer Friedhof                                | Braunsbach, BM-Dieter-Hanselmann-Straße (Karte)                      | 1738                           | Geschützt nach § 2 DSchG                          |    |
|                | Wohnhaus Döttinger Straße 4/1                     | Braunsbach, Döttinger Straße 4/1 (Karte)                             | 19. Jahrhundert                | Erhaltenswertes Gebäude                           | BW |
|                | Wohn- und Geschäftshaus Döttinger Straße 6        | Braunsbach, Döttinger Straße 6 (Karte)                               | 1850                           | Geschützt nach § 2 DSchG                          | BW |
|                | Döttinger Tor Döttinger                           | Braunsbach, Döttinger Straße 10 (Karte)                              | 1717                           | Geschützt nach § 28 DSchG                         |    |
|                | Katholischer Friedhof                             | Braunsbach, Döttinger Straße (Karte)                                 | 1740                           | Geschützt nach § 2 DSchG                          | BW |
|                | Evangelischer Friedhof                            | Braunsbach, Döttinger Straße (Karte)                                 | 1607                           | Geschützt nach § 2 DSchG                          | BW |
|                | Ehemalige Bäckerei Geislinger Straße 1            | Braunsbach, Geislinger Straße 1 (Karte)                              | 1874                           | Geschützt nach § 2 DSchG                          | BW |
|                | Ehemaliger Häfnerofen Geislinger Straße 2         | Braunsbach, Geislinger Straße 2 (Karte)                              | um 1800                        | Sachgesamtheit mit Nr. 4 Geschützt nach § 2 DSchG | BW |
|                | Wohnhaus Geislinger Straße 4                      | Braunsbach, Geislinger Straße 4 (Karte)                              |                                | Sachgesamtheit mit Nr. 2 Geschützt nach § 2 DSchG | BW |
|                | Ehemalige Synagoge                                | Braunsbach, Geislinger Straße 7 (Karte)                              | 1733                           | Geschützt nach § 28 DSchG                         | BW |
|                | Ehemaliges Wohnstallhaus Geislinger Straße 10     | Braunsbach, Geislinger Straße 10 (Karte)                             | 1802                           | Geschützt nach § 2 DSchG                          | BW |
|                | Rathaus                                           | Braunsbach, Geislinger Straße 11 (Karte)                             | 19. Jahrhundert                | Geschützt nach § 2 DSchG                          | BW |
|                | Ehemaliges Gasthaus Engel                         | Braunsbach, Geislinger Straße 12 (Karte)                             | 18. Jahrhundert                | Erhaltenswertes Gebäude                           | BW |
|                | Ehemaliger Wirtshausausleger                      | Braunsbach, Geislinger Straße 12 (Karte)                             | 1900                           | Geschützt nach § 2 DSchG                          | BW |
|                | Wohnhaus Geislinger Straße 23                     | Braunsbach, Geislinger Straße 23 (Karte)                             | 1869                           | Erhaltenswertes Gebäude                           | BW |
|                | Wohnhaus Geislinger Straße 29                     | Braunsbach, Geislinger Straße 29 (Karte)                             | 1837                           | Erhaltenswertes Gebäude                           | BW |
|                | Wohnhaus Geislinger Straße 33                     | Braunsbach, Geislinger Straße 33 (Karte)                             | 1833                           | Erhaltenswertes Gebäude                           | BW |
|                | Wohngebäude mit Ökonomieteil Geislinger Straße 37 | Braunsbach, Geislinger Straße 37 (Karte)                             | 1882                           | Erhaltenswertes Gebäude                           | BW |
|                | Ehemaliges Gasthaus Krone                         | Braunsbach, Hafenmarkt 1 (Karte)                                     | 18. Jahrhundert                | Erhaltenswertes Gebäude                           | BW |
|                | Türgewände Im Rabbinat 2                          | Braunsbach, Im Rabbinat 2 (Karte)                                    | 1828                           | Geschützt nach § 2 DSchG                          | BW |
|                | Ehemaliges Rabbinat                               | Braunsbach, Im Rabbinat 8 (Karte)                                    | um 1832                        | Geschützt nach § 2 DSchG                          |    |
| Weitere Bilder | Ehemaliges Schloss                                | Braunsbach, Im Schloss 1, 2, 3, 4, 9, 10, 11, 12, 13, 14, 15 (Karte) | 1570                           | Geschützt nach § 28 DSchG                         |    |
|                | Ehemaliges Schloss-Wirtschaftsgebäude             | Braunsbach, Im Schloss 7 (Karte)                                     | 1787                           | Geschützt nach § 2 DSchG                          | BW |
|                | Wohn- und Geschäftshaus Inselstraße 1             | Braunsbach, Inselstraße 1 (Karte)                                    | 1. Hälfte des 19. Jahrhunderts | Geschützt nach § 2 DSchG                          | BW |
|                | Gasthaus „Sonne“                                  | Braunsbach, Inselstraße 8 (Karte)                                    | 1758                           | Geschützt nach § 2 DSchG                          | BW |
|                | Ehemaliges Schultheißen-Wohnhaus                  | Braunsbach, Inselstraße 9 (Karte)                                    | Mitte des 19. Jahrhunderts     | Geschützt nach § 2 DSchG                          | BW |
|                | Handwerkerhaus Inselstraße 10                     | Braunsbach, Inselstraße 10 (Karte)                                   | 1801                           | Geschützt nach § 2 DSchG                          | BW |
|                | Handwerkerwohnhaus Inselstraße 11                 | Braunsbach, Inselstraße 11 (Karte)                                   | um 1800                        | Geschützt nach § 2 DSchG                          | BW |
|                | Wohnhaus Inselstraße 22                           | Braunsbach, Inselstraße 22 (Karte)                                   | Im Kern 18. Jahrhundert        | Erhaltenswertes Gebäude                           | BW |
|                | Türgewände und Sonnenuhr Kirchsteige 3            | Braunsbach, Kirchsteige 3 (Karte)                                    | 1781                           | Geschützt nach § 2 DSchG                          | BW |
|                | Ehemaliges Doppelwohnhaus Kirchsteige 5           | Braunsbach, Kirchsteige 5 (Karte)                                    | Im Kern 18. Jahrhundert        | Erhaltenswertes Gebäude                           | BW |
|                | Scheune Kirchsteige 11a                           | Braunsbach, Kirchsteige 11a (Karte)                                  | 18. Jahrhundert                | Erhaltenswertes Gebäude                           | BW |
|                | Wohnhaus Kirchsteige 13                           | Braunsbach, Kirchsteige 13 (Karte)                                   | 18. Jahrhundert                | Erhaltenswertes Gebäude                           | BW |
|                | Reste des ehemaligen Kirchhofes                   | Braunsbach, Kirchsteige (Karte)                                      |                                |                                                   | BW |
|                | Ehemaliges Schulhaus                              | Braunsbach, Kirchsteige 19 (Karte)                                   | 1754                           | Geschützt nach § 2 DSchG                          | BW |
|                | Ehemalige Apotheke                                | Braunsbach, Marktplatz 2 (Karte)                                     | 1835                           | Geschützt nach § 2 DSchG                          | BW |
|                | Ehemalige Bäckerei Matthes                        | Braunsbach, Marktplatz 3 (Karte)                                     | 1804                           | Geschützt nach § 2 DSchG                          | BW |
|                | Wohnhaus Mühlstraße 1                             | Braunsbach, Mühlstraße 1 (Karte)                                     | 19. Jahrhundert                | Erhaltenswertes Gebäude                           | BW |
|                | Wasserkraftwerk                                   | Braunsbach, Mühlstraße 6 (Karte)                                     | 1909                           | Erhaltenswertes Gebäude                           | BW |
|                | Ehemalige Braunsbacher Mühle und Mühlkanal        | Braunsbach, Mühlstraße 8 (Karte)                                     | 16./17. Jahrhundert            | Geschützt nach § 2 DSchG                          | BW |
|                | Ehemaliges Kellerhaus des Müllers                 | Braunsbach, Orlacher Straße 1 (Karte)                                | 1753                           | Geschützt nach § 2 DSchG                          | BW |
|                | Wohnhaus Orlacher Straße 5                        | Braunsbach, Orlacher Straße 5 (Karte)                                | 19. Jahrhundert                | Erhaltenswertes Gebäude                           | BW |
|                | Wohnhaus mit Ökonomieteil Orlacher Straße 16      | Braunsbach, Orlacher Straße 16 (Karte)                               | 19. Jahrhundert                | Erhaltenswertes Gebäude                           | BW |
|                | Handwerkerhaus Orlacher Straße 19                 | Braunsbach, Orlacher Straße 19 (Karte)                               | 1808                           | Geschützt nach § 2 DSchG                          | BW |
|                | Handwerkerhaus Orlacher Straße 21                 | Braunsbach, Orlacher Straße 21 (Karte)                               | 1865                           | Geschützt nach § 2 DSchG                          | BW |
|                | Ehemaliges Haus Schlachter                        | Braunsbach, Pfalzgasse 1 (Karte)                                     | 1791                           | Geschützt nach § 2 DSchG                          | BW |
|                | Kellertürgewände Pfalzgasse 2                     | Braunsbach, Pfalzgasse 2 (Karte)                                     | 1769                           | Geschützt nach § 2 DSchG                          | BW |
|                | Supraporte Pfalzgasse 3                           | Braunsbach, Pfalzgasse 3 (Karte)                                     | um 1700                        | Geschützt nach § 2 DSchG                          | BW |
|                | Wohnhaus Pfalzgasse 4                             | Braunsbach, Pfalzgasse 4 (Karte)                                     | 18. Jahrhundert                | Erhaltenswertes Gebäude                           | BW |
|                | Wohn- und Geschäftshaus Pfalzgasse 6              | Braunsbach, Pfalzgasse 6 (Karte)                                     | 18. Jahrhundert                | Geschützt nach § 2 DSchG                          | BW |
|                | Wohnhaus Raingasse 9                              | Braunsbach, Raingasse 9 (Karte)                                      | 18./19. Jahrhundert            | Erhaltenswertes Gebäude                           | BW |
|                | Evangelisches Pfarrhaus                           | Braunsbach, Schlossstraße 6 (Karte)                                  | 1930er Jahre                   | Erhaltenswertes Gebäude                           | BW |
|                | Evangelische Pfarrscheune                         | Braunsbach, Schlossstraße 6a (Karte)                                 | 1734                           | Geschützt nach § 2 DSchG                          | BW |
|                | Wohnhaus mit Ökonomieteil Schlossstraße 7         | Braunsbach, Schlossstraße 7 (Karte)                                  | Im Kern 16./17. Jahrhundert    | Erhaltenswertes Gebäude                           | BW |
|                | Gemeindescheune (heute Kindergarten)              | Braunsbach, Schlossstraße 13 (Karte)                                 | 18. Jahrhundert                | Geschützt nach § 2 DSchG                          | BW |
|                | Alte Kelter                                       | Braunsbach, Schlossstraße 15 (Karte)                                 |                                | Geschützt nach § 2 DSchG                          | BW |
|                | Gefallenendenkmal                                 | Braunsbach, Schlossstraße (Karte)                                    | 1920er Jahre                   | Geschützt nach § 2 DSchG                          |    |
|                | Kocherwehr                                        | Braunsbach (Karte)                                                   | 16. Jahrhundert                | Stauwehr für den Mühlkanal                        | BW |

### Arnsdorf
Bau-, Kunst- und Kulturdenkmale in Arnsdorf mit dem Dorf Arnsdorf sowie den Weilern Braunoldswiesen, Herdtlingshagen, Reisachshof, Rückertsbronn und Rückertshausen:
| Bild | Bezeichnung | Lage | Datierung | Beschreibung | ID |
| ---- | ----------- | ---- | --------- | ------------ | -- |
|      |             |      |           |              |    |

### Döttingen
Bau-, Kunst- und Kulturdenkmale in Döttingen mit dem Dorf Döttingen (ohne weitere Wohnplätze):
| Bild           | Bezeichnung                                                 | Lage                                         | Datierung                    | Beschreibung             | ID |
| -------------- | ----------------------------------------------------------- | -------------------------------------------- | ---------------------------- | ------------------------ | -- |
|                | Scheuer mit Werkstatt Bendersgarten 2                       | Döttingen, Bendersgarten 2 (Karte)           | um 1900                      | Erhaltenswertes Gebäude  | BW |
|                | Wohnhaus Braunsbacher Straße 1                              | Döttingen, Braunsbacher Straße 1 (Karte)     | 1863                         | Erhaltenswertes Gebäude  | BW |
|                | Ehemaliges Schuhmacherhaus Braunsbacher Straße 5            | Döttingen, Braunsbacher Straße 5 (Karte)     | 1749                         | Geschützt nach § 2 DSchG | BW |
|                | Eckständer Braunsbacher Straße 11                           | Döttingen, Braunsbacher Straße 11 (Karte)    | 1780                         | Geschützt nach § 2 DSchG | BW |
|                | ehemaliges Amtshaus und Gerberei                            | Döttingen, Brunnengasse 1 (Karte)            | um 1900                      | Geschützt nach § 2 DSchG | BW |
|                | Wohnhaus Brunnengasse 2                                     | Döttingen, Brunnengasse 2 (Karte)            | im Kern 18. Jahrhundert      | Erhaltenswertes Gebäude  | BW |
|                | Ehemaliges Schloss                                          | Döttingen, Buchsteige 2 (Karte)              | 1585                         | Geschützt nach § 2 DSchG |    |
|                | Fachwerkscheuer Buchsteige 5                                | Döttingen, Buchsteige 5 (Karte)              | im Kern 18./19. Jahrhundert  | Erhaltenswertes Gebäude  | BW |
| Weitere Bilder | Evangelische Kirche St. Martin                              | Döttingen, Buchsteige 6 (Karte)              | 1599                         | Geschützt nach § 2 DSchG |    |
|                | Wohnhaus Buchsteige 8                                       | Döttingen, Buchsteige 8 (Karte)              | im Kern Ende 19. Jahrhundert | Erhaltenswertes Gebäude  | BW |
|                | Wohnhaus Eschentaler Weg 5                                  | Döttingen, Eschentaler Weg 5 (Karte)         | 19. Jahrhundert              | Erhaltenswertes Gebäude  | BW |
|                | Brunnentrog aus Naturstein Eschentaler Weg bei 13           | Döttingen, Eschentaler Weg bei 13            | 20. Jahrhundert              | Erhaltenswertes Gebäude  |    |
|                | Viehwaage Hirtengasse 4                                     | Döttingen, Hirtengasse 4 (Karte)             | Anfang 20. Jahrhundert       | Erhaltenswertes Gebäude  | BW |
|                | Ehemalige Stallscheuer Hirtengasse 7                        | Döttingen, Hirtengasse 7 (Karte)             | im Kern 17./18. Jahrhundert  | Geschützt nach § 2 DSchG | BW |
|                | Wohnhaus Hirtengasse 11                                     | Döttingen, Hirtengasse 11 (Karte)            | 1829                         | Erhaltenswertes Gebäude  | BW |
|                | Fachwerkscheuer Hirtengasse 14                              | Döttingen, Hirtengasse 14 (Karte)            | 1900                         | Erhaltenswertes Gebäude  | BW |
|                | Schlussstein am Tor einer ehemaligen Scheune Hirtengasse 19 | Döttingen, Hirtengasse 19 (Karte)            | 1801                         | Erhaltenswertes Bauteil  | BW |
|                | Schlussstein am Tor einer ehemaligen Scheune Hirtengasse 21 | Döttingen, Hirtengasse 21 (Karte)            | 1564                         | Erhaltenswertes Bauteil  | BW |
|                | Ehemalige Mühle Hirtengasse 24                              | Döttingen, Hirtengasse 24 (Karte)            | 1861                         | Geschützt nach § 2 DSchG | BW |
|                | Stallscheuer Hirtengasse 24a                                | Döttingen, Hirtengasse 24a (Karte)           | 18./19. Jahrhundert          | Geschützt nach § 2 DSchG | BW |
|                | Wohnhaus Hirtengasse 25                                     | Döttingen, Hirtengasse 25 (Karte)            | im Kern 18./19. Jahrhundert  | Geschützt nach § 2 DSchG | BW |
|                | Kellerhaus der ehemaligen Mühle Hirtengasse 29              | Döttingen, Hirtengasse 29 (Karte)            | 1831                         | Geschützt nach § 2 DSchG | BW |
|                | ehemaliges Rathaus                                          | Döttingen, Keltergasse 1 (Karte)             | 18./19. Jahrhundert          | Erhaltenswertes Gebäude  |    |
|                | Wohnhaus Keltergasse 8                                      | Döttingen, Keltergasse 8 (Karte)             | im Kern 18./19. Jahrhundert  | Erhaltenswertes Gebäude  | BW |
|                | Kaufmannshaus Kupferzeller Straße 2                         | Döttingen, Kupferzeller Straße 2 (Karte)     | 1780                         | Geschützt nach § 2 DSchG | BW |
|                | Feuerwehrhäuschen Kupferzeller Straße 5                     | Döttingen, Kupferzeller Straße 5 (Karte)     | 1. Hälfte 20. Jahrhundert    | Erhaltenswertes Gebäude  | BW |
|                | Brunnentrog aus Naturstein                                  | Döttingen, Kupferzeller Straße bei 5 (Karte) | 20. Jahrhundert              | Erhaltenswertes Gebäude  |    |
|                | Wohnhaus Kupferzeller Straße 8                              | Döttingen, Kupferzeller Straße 8 (Karte)     | im Kern 19. Jahrhundert      | Erhaltenswertes Gebäude  | BW |
|                | Wohn- und Gasthaus Kupferzeller Straße 10                   | Döttingen, Kupferzeller Straße 10 (Karte)    | im Kern 18./19. Jahrhundert  | Geschützt nach § 2 DSchG | BW |
|                | Pfarrhaus                                                   | Döttingen, Kupferzeller Straße 14 (Karte)    | 1897                         | Geschützt nach § 2 DSchG | BW |
|                | Wohnhaus Kupferzeller Straße 16                             | Döttingen, Kupferzeller Straße 16 (Karte)    | im Kern 18./19. Jahrhundert  | Erhaltenswertes Gebäude  | BW |
|                | Ehemaliger Wärgeltrog                                       | Döttingen, Marktplatz (Karte)                | vor 1820                     | Geschützt nach § 2 DSchG | BW |
|                | Ehemalige Färberei Weidenweg 7                              | Döttingen, Weidenweg 7 (Karte)               | im Kern 18./19. Jahrhundert  | Geschützt nach § 2 DSchG | BW |
|                | Gedenksteine an der Kocherbrücke L 1036                     | Döttingen, L 1036 (Karte)                    | 1729                         | Geschützt nach § 2 DSchG |    |
|                | Friedhof                                                    | Döttingen (Karte)                            | vor 1840                     | Geschützt nach § 2 DSchG | BW |

### Geislingen am Kocher
Bau-, Kunst- und Kulturdenkmale in Geislingen am Kocher mit dem Dorf Geislingen am Kocher und den Weilern Bühlerzimmern und Hergershof:
| Bild | Bezeichnung                                    | Lage                                                      | Datierung                               | Beschreibung             | ID |
| ---- | ---------------------------------------------- | --------------------------------------------------------- | --------------------------------------- | ------------------------ | -- |
|      | Ehemaliges Wohnstallhaus Bühlerstraße 1        | Geislingen am Kocher, Bühlerstraße 1 (Karte)              | 1753                                    | Geschützt nach § 2 DSchG | BW |
|      | Wohnhaus Bühlerstraße 2                        | Geislingen am Kocher, Bühlerstraße 2 (Karte)              | im Kern 18. Jahrhundert                 | Erhaltenswertes Gebäude  | BW |
|      | Wohnhaus Bühlerstraße 3                        | Geislingen am Kocher, Bühlerstraße 3 (Karte)              | 1806                                    | Erhaltenswertes Gebäude  | BW |
|      | Wohnhaus Bühlerstraße 5                        | Geislingen am Kocher, Bühlerstraße 5 (Karte)              | im Kern 18./19. Jahrhundert             | Erhaltenswertes Gebäude  | BW |
|      | Wohnhaus Bühlerstraße 6                        | Geislingen am Kocher, Bühlerstraße 6 (Karte)              | im Kern 18./19. Jahrhundert             | Erhaltenswertes Gebäude  | BW |
|      | Ehemalige Geislinger Mühle                     | Geislingen am Kocher, Bühlerstraße 32 (Karte)             | 1837                                    | Geschützt nach § 2 DSchG | BW |
|      | Wohnhaus Gartenweg 2                           | Geislingen am Kocher, Gartenweg 2 (Karte)                 | im Kern wohl 2. Hälfte 18. Jahrhunderts | Geschützt nach § 2 DSchG | BW |
|      | Fachwerkscheuer                                | Geislingen am Kocher, Zu Gartenweg 2 (Karte)              | 1806                                    | Erhaltenswertes Gebäude  | BW |
|      | Ehemaliges Wohnstallhaus Hergershofer Straße 5 | Geislingen am Kocher, Hergershofer Straße 5 (Karte)       | 1817                                    | Geschützt nach § 2 DSchG | BW |
|      | Fachwerkscheuern Zu Hergershofer Straße 8/10   | Geislingen am Kocher, Zu Hergershofer Straße 8/10 (Karte) | 18./19. Jahrhundert                     | Erhaltenswertes Gebäude  | BW |
|      | Einfirstanlage Hergershofer Straße 28          | Geislingen am Kocher, Hergershofer Straße 28 (Karte)      | zweite Hälfte des 19. Jahrhunderts      | Erhaltenswertes Gebäude  | BW |
|      | Mittelalterlicher Kirchhof                     | Geislingen am Kocher, Hergershofer Straße (Karte)         | Mittelalter                             | Geschützt nach § 2 DSchG | BW |
|      | Ehemaliges Wohnstallhaus Hintere Gasse 1       | Geislingen am Kocher, Hintere Gasse 1 (Karte)             | 1832                                    | Geschützt nach § 2 DSchG | BW |
|      | Gasthaus „Zum Adler“                           | Geislingen am Kocher, Hintere Gasse 2 (Karte)             | Anfang 20. Jahrhundert                  | Erhaltenswertes Gebäude  | BW |
|      | Wohnhaus Kocherstraße 3                        | Geislingen am Kocher, Kocherstraße 3 (Karte)              | im Kern 18. Jahrhundert                 | Erhaltenswertes Gebäude  | BW |
|      | Wohnhaus Kocherstraße 4                        | Geislingen am Kocher, Kocherstraße 4 (Karte)              | im Kern 18. Jahrhundert                 | Erhaltenswertes Gebäude  | BW |
|      | Gasthof „Zum Ochsen“                           | Geislingen am Kocher, Kocherstraße 5 (Karte)              | im Kern 17./18. Jahrhundert             | Geschützt nach § 2 DSchG | BW |
|      | Wohnhaus Kocherstraße 8                        | Geislingen am Kocher, Kocherstraße 8 (Karte)              | im Kern 1. Hälfte 19. Jahrhundert       | Erhaltenswertes Gebäude  | BW |
|      | Doppelscheune Kocherstraße 11                  | Geislingen am Kocher, Kocherstraße 11 (Karte)             | nach 1842                               | Erhaltenswertes Gebäude  | BW |
|      | Scheune Kocherstraße 13                        | Geislingen am Kocher, Kocherstraße 13 (Karte)             | nach 1842                               | Erhaltenswertes Gebäude  | BW |
|      | Wohnhaus Kocherstraße 36                       | Geislingen am Kocher, Kocherstraße 36 (Karte)             |                                         | Erhaltenswertes Gebäude  | BW |
|      | Kellerhaus zu Lindenweg 1a                     | Geislingen am Kocher, Zu Lindenweg 1a (Karte)             | 1859                                    | Erhaltenswertes Gebäude  | BW |
|      | Evangelische Pfarrkirche St. Veit              | Geislingen am Kocher, Lindenweg 7 (Karte)                 | 1788                                    | Geschützt nach § 2 DSchG | BW |
|      | Ehemaliges Rat- und Schulhaus                  | Geislingen am Kocher, Lindenweg 8 (Karte)                 | im Kern 18./19. Jahrhundert             | Geschützt nach § 2 DSchG | BW |
|      | Wohnhaus Lindenweg 9                           | Geislingen am Kocher, Lindenweg 9 (Karte)                 | 1. Hälfte 19. Jahrhundert               | Erhaltenswertes Gebäude  | BW |
|      | Evangelische Pfarrhaus                         | Geislingen am Kocher, Lindenweg 10 (Karte)                | im Kern 18. Jahrhundert                 | Geschützt nach § 2 DSchG | BW |
|      | Ehemaliges Schulhaus                           | Geislingen am Kocher, Lindenweg 12 (Karte)                | 1843                                    | Geschützt nach § 2 DSchG | BW |
|      | ehemaliges Wohnstallhaus Lindenweg 14          | Geislingen am Kocher, Lindenweg 14 (Karte)                | 1869                                    | Erhaltenswertes Gebäude  | BW |
|      | Ehemaliges Wohnstallhaus Lindenweg 18          | Geislingen am Kocher, Lindenweg 18 (Karte)                | wohl 1. Hälfte 19. Jahrhundert          | Geschützt nach § 2 DSchG | BW |
|      | Scheuer Lindenweg 18a                          | Geislingen am Kocher, Lindenweg 18a (Karte)               | 1832                                    | Geschützt nach § 2 DSchG | BW |
|      | Wohnhaus Untere Gasse 3-5                      | Geislingen am Kocher, Untere Gasse 3-5 (Karte)            | ursprünglich 18./19. Jahrhundert        | Geschützt nach § 2 DSchG | BW |
|      | ehemaliges Wohnstallhaus Untere Gasse 4        | Geislingen am Kocher, Untere Gasse 4 (Karte)              | 1. Hälfte 19. Jahrhundert               | Erhaltenswertes Gebäude  | BW |

### Jungholzhausen
Bau-, Kunst- und Kulturdenkmale in Jungholzhausen mit dem Dorf Jungholzhausen, dem Weiler Zottishofen und dem Gehöft Dörrhof:
| Bild | Bezeichnung    | Lage    | Datierung | Beschreibung   | ID |
| ---- | -------------- | ------- | --------- | -------------- | -- |
|      | St. Laurentius | (Karte) |           | St. Laurentius |    |

### Orlach
Bau-, Kunst- und Kulturdenkmale in Orlach mit dem Dorf Orlach und dem Weiler Elzhausen:
| Bild           | Bezeichnung | Lage    | Datierung | Beschreibung | ID |
| -------------- | ----------- | ------- | --------- | ------------ | -- |
| Weitere Bilder | St. Kilian  | (Karte) |           | St. Kilian   |    |

### Steinkirchen
Bau-, Kunst- und Kulturdenkmale in Steinkirchen mit dem Dorf Steinkirchen sowie den Weilern Sommerberg, Tierberg, Weilersbach und Winterberg:
| Bild | Bezeichnung                                                                            | Lage                                                     | Datierung                    | Beschreibung              | ID |
| ---- | -------------------------------------------------------------------------------------- | -------------------------------------------------------- | ---------------------------- | ------------------------- | -- |
|      | Wohnhaus Brandstraße 2                                                                 | Steinkirchen, Brandstraße 2 (Karte)                      | 1. Hälfte 19. Jahrhundert    | Erhaltenswertes Gebäude   | BW |
|      | Scheune Brandstraße 6                                                                  | Steinkirchen, Brandstraße 6 (Karte)                      | 1719                         | Erhaltenswertes Gebäude   | BW |
|      | Scheune Jungholzhauser Straße 2                                                        | Steinkirchen, Jungholzhauser Straße 2 (Karte)            | 19. Jahrhundert              |                           | BW |
|      | Wohnhaus Jungholzhauser Straße 6                                                       | Steinkirchen, Jungholzhauser Straße 6 (Karte)            | 1. Hälfte 19. Jahrhundert    | Erhaltenswertes Gebäude   | BW |
|      | Wohnhaus Jungholzhauser Straße 7                                                       | Steinkirchen, Jungholzhauser Straße 7 (Karte)            | 1. Hälfte 19. Jahrhundert    | Erhaltenswertes Gebäude   | BW |
|      | Wohnhaus Jungholzhauser Straße 12                                                      | Steinkirchen, Jungholzhauser Straße 12 (Karte)           | 1889                         | Erhaltenswertes Gebäude   | BW |
|      | Wohnhaus Jungholzhauser Straße 18                                                      | Steinkirchen, Jungholzhauser Straße 18 (Karte)           | 1843                         | Erhaltenswertes Gebäude   | BW |
|      | Scheune Jungholzhauser Straße 23                                                       | Steinkirchen, Jungholzhauser Straße 23 (Karte)           | 19. Jahrhundert              | Erhaltenswertes Gebäude   | BW |
|      | Reichenbach, Brücken und Bachuferbefestigung Jungholzhauser Straße / Klingenweg        | Steinkirchen, Jungholzhauser Straße / Klingenweg (Karte) | Kern 18. Jahrhundert         | Geschützt nach § 2 DSchG  | BW |
|      | Ehemaliges Wohnstallhaus Klingenweg 1                                                  | Steinkirchen, Klingenweg 1 (Karte)                       | 1837                         | Geschützt nach § 2 DSchG  | BW |
|      | Scheune Kocherstettener Straße 7                                                       | Steinkirchen, Kocherstettener Straße 7 (Karte)           | 19. Jahrhundert              | Erhaltenswertes Gebäude   | BW |
|      | Wohnhaus Kocherstettener Straße 9                                                      | Steinkirchen, Kocherstettener Straße 9 (Karte)           | Kern 18. Jahrhundert         | Erhaltenswertes Gebäude   | BW |
|      | Gasthaus zur Traube Kocherstettener Straße 11                                          | Steinkirchen, Kocherstettener Straße 11 (Karte)          | 1788                         | Geschützt nach § 2 DSchG  | BW |
|      | Wohnhaus Kocherstettener Straße 12                                                     | Steinkirchen, Kocherstettener Straße 12 (Karte)          | Ende 19. Jahrhundert         | Erhaltenswertes Gebäude   | BW |
|      | Scheune Kocherstettener Straße 17                                                      | Steinkirchen, Kocherstettener Straße 17 (Karte)          | 19. Jahrhundert              | Erhaltenswertes Gebäude   | BW |
|      | Kirchhofmauer, mittelalterliche / frühneuzeitliche Wehranlage; mittelalterliche Gräber | Steinkirchen, Pfarrsteige (Karte)                        | 13./14. Jahrhundert          | Geschützt nach § 2 DSchG  | BW |
|      | Wohnstallhaus Pfarrsteige 1                                                            | Steinkirchen, Pfarrsteige 1 (Karte)                      | 1834                         | Geschützt nach § 2 DSchG  | BW |
|      | Ev. Pfarrkirche St. Michael                                                            | Steinkirchen, Pfarrsteige 7 (Karte)                      | 13. Jahrhundert              | Geschützt nach § 28 DSchG |    |
|      | Ehemaliges Schulhaus Pfarrsteige 13                                                    | Steinkirchen, Pfarrsteige 13 (Karte)                     | 1. Hälfte 19. Jahrhundert    | Erhaltenswertes Gebäude   |    |
|      | Pfarrhaus Pfarrsteige 15                                                               | Steinkirchen, Pfarrsteige 15 (Karte)                     | im Kern noch 17. Jahrhundert | Erhaltenswertes Gebäude   | BW |